# Ядерні тільця
Ядерні тільця (англ. Nuclear bodies) — субкомпартменти всередині ядра, що не оточені мембранами, але представляють собою окремі, морфологічно помітні комплекси білків і РНК. До числа ядерних тілець відносять ядерце, тільце Кахаля та інші немембранні структури.
В основі біогенезу ядерних тілець лежать одні й ті ж загальні принципи, такі як здатність до формування de novo (з нуля), самоорганізація, а також роль РНК як структурного елементу. Контроль біогенезу ядерних тілець необхідний для правильної зміни архітектури ядра в ході клітинного циклу і лежить в основі відповіді клітини на внутрішньо-і позаклітинні стимули.
Багато ядерних тілець здійснюють специфічні функції — наприклад, синтез і процесинг пре-рибосомних РНК в ядерці, накопичення і зборку компонентів сплайсосом в ядерних спеклах або накопичення молекул РНК в параспеклах. Механізми, які забезпечують виконання ядерними тільцями цих функцій, дуже різноманітні. У деяких випадках ядерне тільце може служити місцем протікання певних процесів, наприклад, транскрипції. В інших випадках ядерні тільця, очевидно, опосередковано регулюють локальні концентрації своїх компонентів в нуклеоплазмі.
Хоча більшість ядерних тілець має сферичну форму, більшість з них можна ідентифікувати за унікальною морфологією, яка виявляється за допомогою електронної мікроскопії, і за розташуванням в ядрі. Подібно цитоплазматичним органелам, ядерні тільця містять специфічний набір білків, які визначають їх структуру на молекулярному рівні.